# Indigofera conjugata
Indigofera conjugata är en ärtväxtart som beskrevs av John Gilbert Baker. Indigofera conjugata ingår i släktet indigosläktet, och familjen ärtväxter. Inga underarter finns listade i Catalogue of Life.